# Když nás vidí
Když nás vidí (v anglickém originále When They See Us) je dramatický televizní seriál z roku 2019. Tvůrkyní seriálu, režisérkou a jednou ze scenáristek je Ava DuVernay, která seriál natočila pro Netflix. Seriál měl premiéru v květnu 2019 a popisoval případ napadení a znásilnění běžkyně v Central Parku z roku 1989. V seriálu si zahráli Jharrel Jerome, Asante Blackk, Jovan Adepo, Michael K. Williams, Logan Marshall-Green, Joshua Jackson, Blair Underwood, Vera Farmiga, John Leguizamo, Felicity Huffmanová, Niecy Nash, Aunjanue Ellis, Marsha Stephanie Blake a Kylie Bunbury.
Tato čtyřdílná minisérie se dočkala velmi vřelého přijetí od kritiků. Na 71. ročníku udílení cen Emmy obdržela 11 nominací; Jerome zvítězil v kategorii nejlepší herec v hlavní roli v minisérii nebo TV filmu, zatímco byla nominována na nejlepší minisérii a Ellis, Nash, Blackk, Leguizamo, Williams, Blake a Farmiga obdrželi nominace za herecké výkony. Minisérie také získala cenu Critics' Choice Television Awards za nejlepší minisérii nebo TV film.

## Obsazení
- Asante Blackk jako Kevin Richardson
- Justin Cunningham jako dospělý Kevin Richardson
- Caleel Harris jako Antron McCray
- Jovan Adepo jako dospělý Antron McCray
- Ethan Herisse jako Yusef Salaam
- Chris Chalk jako dospělý Yusef Salaam
- Jharrel Jerome jako Korey Wise
- Marquis Rodriguez jako Raymond Santana
- Freddy Miyares jako dospělý Raymond Santana
- Marsha Stephanie Blake jako Linda McCray, matka Antrona McCraye.
- Kylie Bunbury jako Angie Richardson, starší sestra Kevina Richardsona.
- Aunjanue Ellis jako Sharonne Salaam, matka Yusefa Salaama.
- Vera Farmiga jako Elizabeth Lederer
- Felicity Huffmanová jako Linda Fairstein
- John Leguizamo jako Raymond Santana Sr., otec Raymonda Santany.
- Niecy Nash jako Delores Wise, matka Koreyho Wise.
- Michael K. Williams jako Bobby McCray, otec Antrona McCraye.

## Seznam dílů
| Č. v seriálu | Původní název | Režie        | Scénář                                          | Premiéra v USA  |
| ------------ | ------------- | ------------ | ----------------------------------------------- | --------------- |
| 1            | Part One      | Ava DuVernay | Ava DuVernay, Julian Breece a Robin Swicord     | 31. května 2019 |
| 2            | Part Two      | Ava DuVernay | Ava DuVernay, Julian Breece a Attica Locke      | 31. května 2019 |
| 3            | Part Three    | Ava DuVernay | Ava DuVernay, Julian Breece a Robin Swicord     | 31. května 2019 |
| 4            | Part Four     | Ava DuVernay | Ava DuVernay, Julian Breece a Michael Starrbury | 31. května 2019 |